# Biban
Biban (àrab: البيبان, al-Bībān, ‘les Portes') són uns congosts de l'Atles del Tell, a Algèria. Els turcs els anomenaren Damir Kapa (‘Portes de Ferro’), nom que els francesos van conservar fins al 1962. El principal congost és al-Bab al-Kabir (‘la Gran Porta’) creuat pel uadi Chebba i la via fèrria d'Alger a Constantina. A uns 3,5 km a l'est hi ha el al-Bab al-Saghir (‘la Porta Petita’) creuat pel uadi Buktun.
El 28 d'octubre de 1839 una columna francesa de 8.000 homes dirigits pel mariscal Valée, governador d'Algèria, els va poder creuar després de pagar el tribut habitual als habitants de les muntanyes, ja que si no cobraven atacaven als que passaven. Abd el-Kader ho va considerar una violació del tractat.
Per extensió, el nom de Biban es dona a la cadena de muntanyes que tanquen les Portes de Ferro. Aquestes muntanyes estan poblades d'àrabs a l'oest i de cabilencs al centre i est; la part oriental marca el límit de la llengua amaziga.